# Surinaamse parlementsverkiezingen 2015/Kandidatenlijst/DRS
Dit is de lijst van kandidaten voor de Surinaamse parlementsverkiezingen 2015 van de partij DRS (Duurzaam en Rechtvaardig Samenleven). De verkiezingen vonden plaats op 25 mei 2015. De landelijke partijleider is Clifford Marica.
De onderstaande deelnemers kandideerden op grond van het districten-evenredigheidsstelsel voor een zetel in De Nationale Assemblée. Elk district had een eigen lijsttrekker. Los van deze lijst vinden tegelijkertijd de verkiezingen van de ressortraden plaats. Daarvoor geldt het personenmeerderheidsstelsel. De kandidaten voor de ressortraden staan hieronder niet genoemd. De DRS deed in twee districten mee aan de verkiezingen.

## Lijsten
Hieronder volgen de kandidatenlijsten op alfabetische volgorde per district, met het aantal stemmen per kandidaat.

### Paramaribo- 501
1. Clifford Paul Marica - 279
2. Claudette Juliette Etnel - 51
3. Ronald George Grunberg - 20
4. Margret Heliante Zerp - 10
5. Soejadin Andre Soeperman - 12
6. Simone Saskia Haridat - 11
7. Lou Andrew O'Brien - 4
8. Sharine Virginia Sedney - 6
9. Eric Albert Feller - 17
10. Andressa Celina Hunsel - 29
11. Floyd Jerry Blokland - 2
12. Angelique Graciella Tjon Affo - 3
13. Marcel Lesly Arrias - 5
14. Cherryl Esmeralda Vijent - 8
15. Freddy Celcius Delchot - 8
16. Theresia Maria Dragman - 16
17. Giovannie Orpheo Playfair - 20

### Wanica- 162
1. Heinrich Julius Rozen - 42
2. Henna Harriette Hasselbaink - 37
3. René Soenar Sama-An - 39
4. Sjovellie Charmaine Amoksi - 14
5. Selmond Gerold Latiefkhan Girwar - 9
6. Chavellie La Raine Brouwer - 10
7. Himray Brahmanand Samoedjh - 11

Kandidaten per alliantie/partij: AC · 
ANC · 
APS · 
DOE · 
DRS · 
MF · 
NDP · 
NOP · 
PING · 
PALU · V7